# Gnophos calceata
Gnophos calceata är en fjärilsart som beskrevs av Charles Oberthür. Gnophos calceata ingår i släktet Gnophos och familjen mätare. Inga underarter finns listade i Catalogue of Life.